# 毛叶蝴蝶草
毛葉蝴蝶草（學名：Torenia benthamiana）又稱毛蝴蝶草，為玄参科蝴蝶草属下的一個種。主要分布於中國南部、海南島、寮國、越南及臺灣。

## 命名
毛葉蝴蝶草之種名"benthamiana"是英國植物學家亨利·弗萊徹·漢斯，為了紀念英國植物學家喬治·邊沁所命名，邊沁將一生都奉獻給廣東的植物調查與研究。

## 型態
毛葉蝴蝶草為蔓性多年生植物，全株披有短毛、多分支性，葉對生，葉緣呈卵形至卵心型，葉長約4毫米，葉柄長約5至10毫米。萼片五稜，花冠筒長度約10毫米，花冠為唇型，呈淺紫色，近花朵喉部逐漸轉白，花徑約12至15毫米，花單生或數朵叢生於葉腋。果莢長度約15至20毫米。

## 延展閱讀
- 維基物種上的相關：毛叶蝴蝶草